# Pemolin
Pemolin ist ein Arzneistoff mit stimulierender Wirkung. Die Substanz gehört zu den Oxazolidinonen und besitzt ähnliche Eigenschaften wie Methylphenidat.
Pemolin war in Deutschland über 50 Jahre auf dem Markt. Anfänglich eingesetzt zur Behandlung von Leistungs- und Antriebsschwäche, z. B. in den Wechseljahren, bei Depression, epileptischen Anfällen und anderen Erkrankungen des Nervensystems, war Pemolin zuletzt nur noch als Reservemittel zur Behandlung von ADHS zugelassen.
Nachdem das Risiko der Hepatotoxizität bekannt geworden war, zog die englische Behörde die Zulassung bereits 1997 zurück. Die FDA schränkte zunächst die Indikation ein und das BfArM bewertete das Risikoprofil neu. Nach mehrfachem Auftreten von akutem Leberversagen nahmen die Hersteller die Substanz auf Druck der Behörden (FDA Alert) vom Markt. Der Hersteller Abbott Laboratories (Cylert) stellte die Produktion 2005 ein. Schließlich nahm Lilly das letzte Produkt (Tradon) 2006 vom deutschen Markt. Fertigarzneimittel sind weltweit nicht mehr im Handel.
Pemolin ist betäubungsmittelrechtlich geregelt.

## Pharmakologie
Die Dosierung beträgt 20 bis max. 100 mg. Die Halbwertszeit beträgt ca. 8 bis 12 Stunden.

### Wirkung
Die Wirkung des Medikaments entsteht über eine selektive Hemmung der präsynaptischen Dopamin- und Noradrenalin-Transporter. Durch die Verhinderung der Wiederaufnahme erhöht sich die Konzentration dieser Neurotransmitter. Der genaue Wirkmechanismus ist allerdings nicht bekannt. Die therapeutische Wirkung setzt erst nach einer Latenzzeit von vier bis sechs Wochen nach der ersten Einnahme ein.
Im Vergleich mit anderen Stimulanzien ist das Rebound-Phänomen fehlend oder nur schwach ausgeprägt. Die Halbwertszeit ist deutlich länger als z. B. die von Methylphenidat.

### Nebenwirkungen
Als typische häufige Nebenwirkungen sind Schlaflosigkeit, Schlafstörungen, Appetitlosigkeit und Gewichtsverlust bekannt. Internetquellen nennen zusätzlich Benommenheit, Schwindel und Kopfschmerzen. Unter der Anwendung von Pemolin wurden erhöhte Leberenzymwerte und das Auftreten hepatotoxischer Reaktionen beobachtet, was die Arzneimittelkommission der Deutschen Ärzteschaft bewog, eine Verordnungseinschränkung herauszugeben: Pemolin durfte nur verordnet werden, wenn andere Behandlungsmaßnahmen (Therapie mit anderen Psychostimulantien wie Methylphenidat oder Amphetamin) erfolglos oder allein nicht ausreichend waren und unter besonderer Kontrolle der Leberfunktion.
Seit der Zulassung von Pemolin durch die FDA 1975 wurden 21 Fälle von Leberversagen gemeldet, von denen 13 mit Lebertransplantation oder Tod endeten. Nach Einschätzung der FDA ist das bis zu 25 mal häufiger, als es ohne das Arzneimittel zu erwarten wäre. Daher gab die FDA zuerst eine Warnung heraus und zog 2005 die US-Marktzulassung zurück.

## Rechtslage
In Deutschland fällt Pemolin unter das Betäubungsmittelgesetz. Davon ausgenommen ist die Tablettenform mit einer Dosis von bis zu 20 mg pro Stück, für die kein BTM-Rezept nötig ist. In den USA führt die FDA Pemolin als Schedule-IV-Medikament nach dem Controlled Substances Act.

## Handelsnamen
Cylert (USA, a. H.), Abbott Laboratories; Tradon (D, a. H.), Lilly; Stimul (CH, a. H.)